# Wiktor Sokołowski
Wiktor Sokołowski – sędzia gminny, działacz społeczny i polityczny, prezes piotrkowskiego zarządu okręgowego Ligi Państwowości Polskiej, z ramienia której został w 1916 roku członkiem Tymczasowej Rady Stanu. Właściciel ziemski, właściciel Gościnnej.